# 洛本訥斯
洛苯訥斯（賽夏語：Robengez），是台灣賽夏族傳說中的大力士，因為得罪了傳說中的族群：賽巴哈浪族（Sa i pahacaha i an）而遭到追殺並失蹤。

## 簡述
洛苯訥斯是賽夏族人，傳說他力大無窮，可以單人搬動砍倒的大樹。

## 傳說
過去賽夏族的居住地附近住有另一群異族，被稱作賽巴哈浪族（有說法認為是他們住的地方叫做Sai pahalhahalhan），他們沒有肛門，飲食只要吸食食物的蒸氣。而在某天洛苯訥斯拜訪他們並受到他們的招待後，認為賽巴哈浪族不能吃飯很可憐，提議用燒紅的柴刀柄幫他們在屁股上穿孔，賽巴哈浪族因為不放心而決定先有十幾個女性測試，但全部的人都死了，發現自己闖禍的洛本訥斯欺騙族人她們只是睡著了，只要自己爬到旁邊的山頭上大喊幾聲就會醒，賽巴哈浪族直到他大喊後女性們仍沒有醒來才發現自己受騙，並且追殺著逃亡的洛本訥斯，洛本訥斯最後逃進一個穿山甲的洞穴，賽巴哈浪族不管是用武器刺進去還是直接開挖都沒有找到他，反而只有挖出一個薯莨，後來洛本訥斯就再也沒有出現了。

### 其他版本
另有版本認為洛本訥斯叫做「卡洛士」，而他在逃進穿山甲洞穴的同時也用檳榔染紅洞口像是血跡，追上來的賽巴哈浪族在洞穴中找不到人，反而看到血跡和穿山甲，認為卡洛士是來判決他們的神，所以就這樣放走了他。